# Centrum för teologi och religionsvetenskap
Centrum för teologi och religionsvetenskap (CTR) är en centrumbildning inom Lunds universitet. Den ersatte från årsskiftet 2008/2009 den tidigare Teologiska institutionen vid universitetet. Den är den enda organisatoriska enheten som sorterar under universitetets teologiska fakultet.
Undervisning och forskning i teologi har bedrivits i Lund sedan universitetets grundande 1666. Först 1831 började man utbilda blivande präster för tjänst i Svenska kyrkan. Dessförinnan bedrevs prästutbildningen i Sverige vid de olika stiftsstädernas katedralskolor. Prästutbildningen förblev länge den största utbildningen vid universiteten.
Lundateologerna höll från 1930 fram till 1990-talet till i "Theologicum" - nuvarande Archaeologicum - vid Sandgatan, och hade sedan sina lokaler i en av de gamla sjukhusbyggnaderna på norra delen av Paradislyckan (Allhelgona Kyrkogata), tills man 2014 flyttades in i LUX, hus B (gamla Zoologihuset) på adressen Helgonavägen 3.
Teologiska fakulteten har sedan 1925 givit ut Svensk teologisk kvartalskrift.